# Videogiochi Data East
Lista di videogiochi arcade prodotti da Data East:

## Precedenti al 1979
- Alpha Fighter
- Space Fighter
- Space Fighter Mark II

## 1979
- Astro Fighter

## 1980
- Mad Alien
- Tomahawk 777

## 1981
- Astro Fantasia
- Lock 'n' Chase
- Pro Golf
- Super Astro Fighter
- Terranean
- Treasure Island

## 1982
- BurgerTime
- Bump 'n' Jump
- Disco No.1
- Explorer
- Mission-X
- Pro Tennis
- Sweet Heart
- Tornado
- Zoar

## 1983
- Bega's Battle
- Boomer Rang'r
- Cluster Buster
- Night Star
- Pro Bowling
- Pro Soccer
- Prosport
- Rootin' Tootin'
- Super Doubles Tennis
- Tag Team Wrestling (in licenza da Techmo)
- Zeroize

## 1984
- B-Wings
- Cobra Command
- Fighting Ice Hockey
- Kamikaze Cabbie
- Karate Champ
- Liberation
- Peter Pepper's Ice Cream Factory
- Scrum Try
- Zaviga

## 1985
- Boulder Dash
- Competition Golf Final Round
- Counter Steer
- Flying Ball
- Metal Clash
- Pro Baseball Skill Tryout
- Ring King
- Road Blaster
- Speed Buggy (versione americana di Buggy Boy)
- Shoot Out
- Zero Target

## 1986
- BreakThru
- Breywood
- Darwin 4078
- Express Raider
- Fire Trap
- Last Mission
- Quiz Omaeni Pipon Cho! (mai pubblicato)
- Side Pocket

## 1987
- Captain Silver
- Garyo Retsuden
- Gondomania
- Heavy Barrel
- Karnov
- Pocket Gal
- Psycho-Nics Oscar
- Super Real Darwin
- The Real Ghostbusters
- Wonder Planet

## 1988
- Battle Rangers
- Birdie Try
- Chelnov
- Cobra-Command
- DragonNinja
- Robocop
- Stadium Hero

## 1989
- Act-Fancer
- Fighting Fantasy
- Midnight Resistance
- Secret Agent (commercializzato con il nome Sly Spy per il mercato statunitense)
- Trio The Punch - Never Forget Me...
- Vapor Trail

## 1990
- Boulder Dash Part 2
- Dark Seal
- Super Burgertime
- The Cliffhanger - Edward Randy
- Two Crude Dudes

## 1991
- Captain America and The Avengers
- Caveman Ninja
- China Town
- Desert Assault
- Lemmings (versione arcade del gioco sviluppato dalla DMA Design)
- RoboCop 2
- Rohga Armor Force
- Tumble Pop

## 1992
- Boogie Wings
- Congo's Caper
- Dark Seal 2
- Diet Go Go
- Funky Jet
- Gun Ball
- Mutant Fighter
- Pocket Gal Deluxe

## 1993
- Dashin' Desperadoes
- Dragon Gun
- Fighter's History
- Heavy Smash
- High Seas Havoc
- Spinmaster

## 1994
- Joe & Mac Returns
- Karnov's Revenge
- Locked 'n Loaded
- Night Slashers
- Street Hoop
- Tattoo Assassins
- Windjammers

## 1995
- Avengers in Galactic Storm
- Backfire!
- Hoops '96
- Magical Drop
- Outlaws of the Lost Dynasty
- World Cup Volley '95

## 1996
- Air Walkers (prototipo mai pubblicato)
- Ghostlop
- Kiss Off
- Magical Drop II
- Skull Fang
- Stadium Hero 96

## 1997
- Magical Drop III